# 퀴베트주
퀴베트주(프랑스어: Cuvette)는 콩고 공화국 중부에 위치한 주로, 주도는 오완도이며 면적은 42,850km2, 인구는 약 135,800명(2005년 기준)이다. 북쪽으로는 상가 주, 북동쪽으로는 리쿠알라 주, 남쪽으로는 플라토 주, 서쪽으로는 퀴베트우에스트 주와 인접해 있고 남동쪽으로는 콩고 민주 공화국, 남서쪽으로는 가봉과 국경을 맞대고 있으며 9개 구(분지 구, 루콜렐라 구, 마쿠아 구, 음봉 구, 모사카 구, 은고코 구, 오요 구, 치카피카 구, 토쿠 구)와 1개 시(오완도 시)를 관할한다.